# 漁村

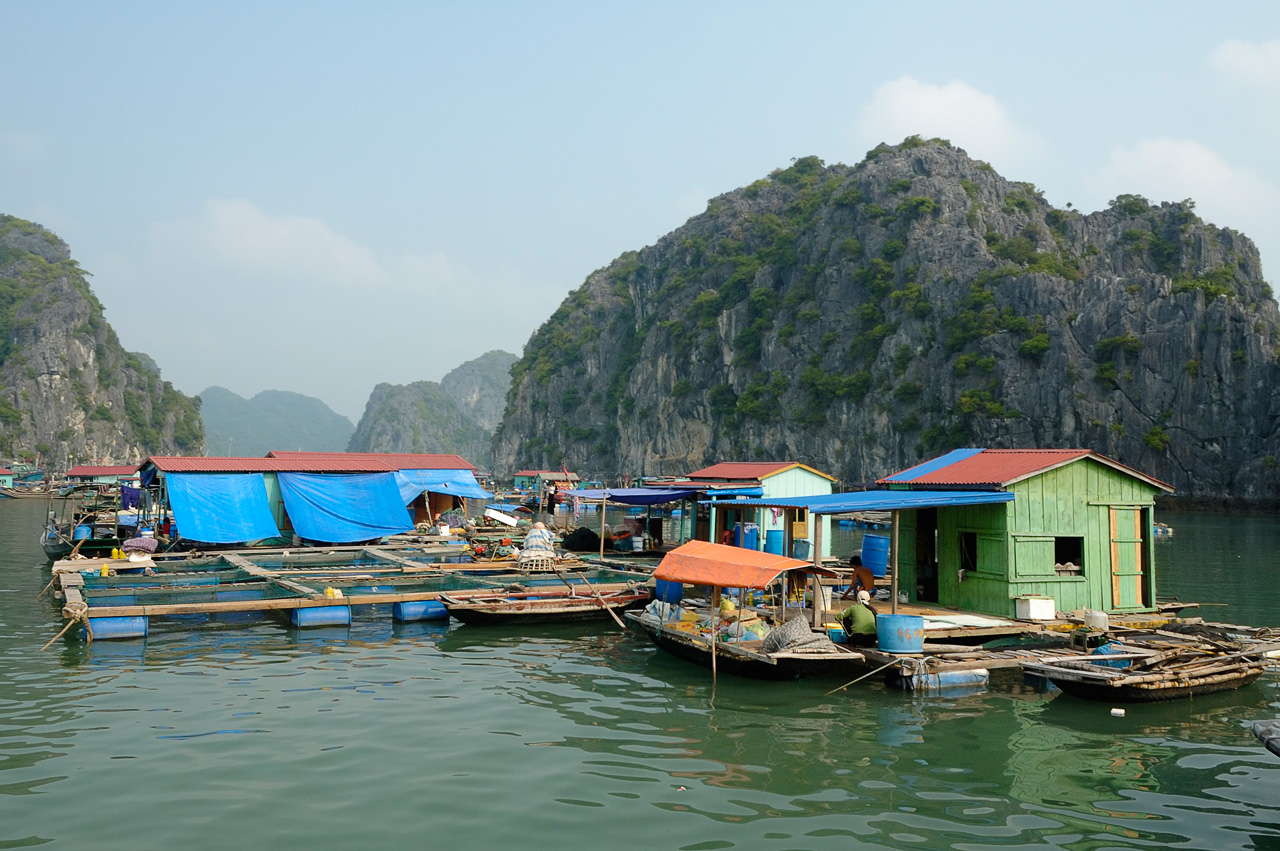
ベトナム・ハロン湾にある、従来の形式にとらわれない海面に浮かぶ漁村 Panoramic view（ロシア語から日本語に翻訳）
所在：

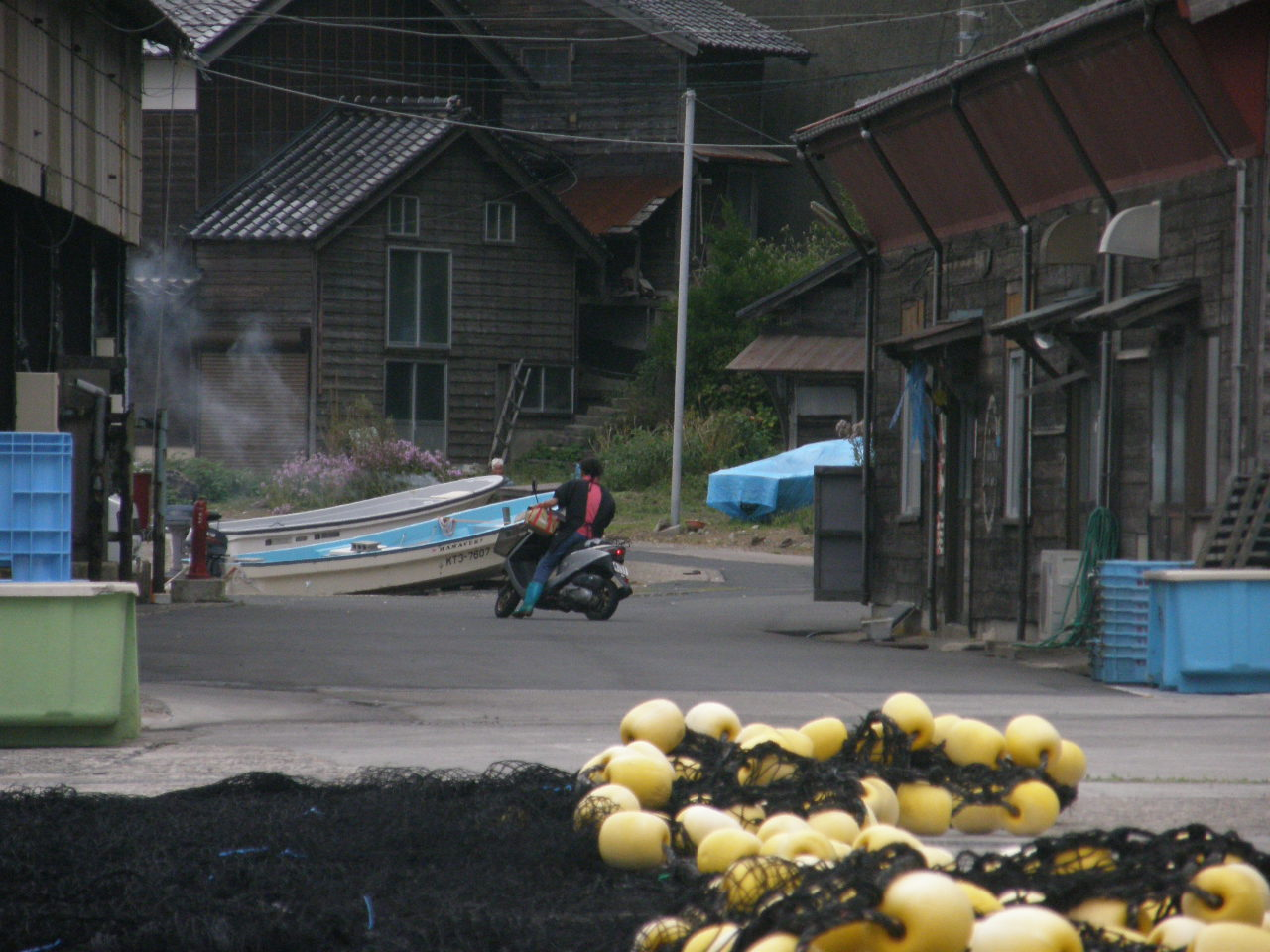
日本の漁村（伊根漁港）

漁村（ぎょそん、英語: fishing village）は、村落の一種であり、通例漁場近くの岸などに立地し、経済の基盤を魚類の捕獲と魚介類の水揚げに負っている村。新石器時代より、世界の大陸および島の海岸線では、内陸の湖岸線や川岸と同様、漁村が形成されてきた。現存する漁村の大半は伝統的な村である。
漁村に居住し漁業を生業とする人々を「漁民」と呼ぶ（漁師、海人とも）。日本の歴史学においては宮本常一や網野善彦が海に生きる人々の生業は漁業のみならず水上交通など多様な生業を持つことを指摘し「海民」「非農業民」の概念を提示し、「海民」の居住する村を「海村」と呼称した。

## 特徴

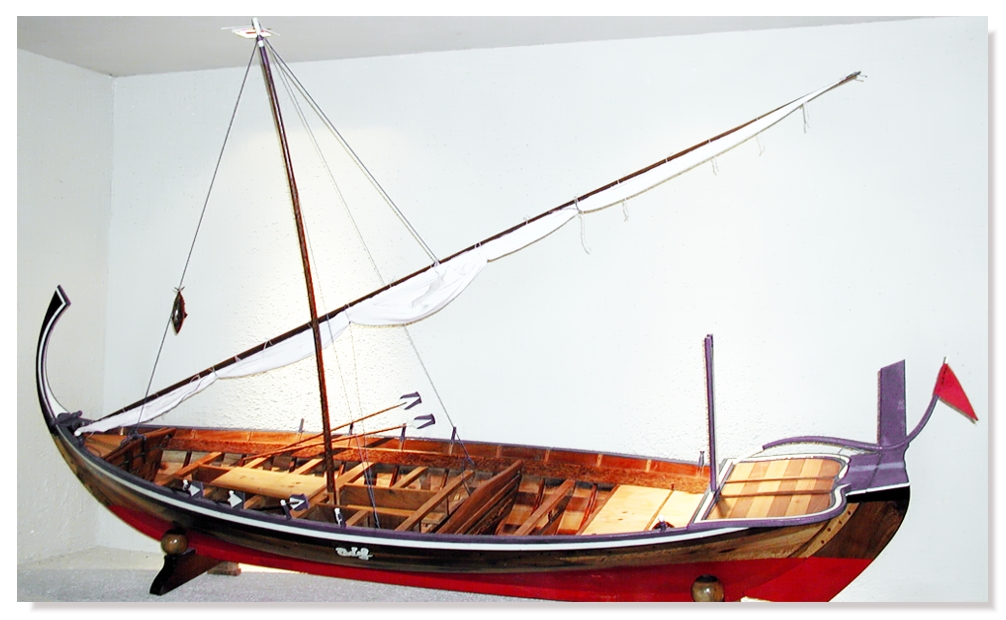
ドーニーはモルディブで伝統的に使われている村の漁船である。

沿岸の漁村は、往々にしてやや隔絶され、漁船の船団に安全な避難所を提供する小さな天然の漁港周辺に位置する。村は安全に魚類を水揚げし、使用しないときに漁船を保管する手段を提供する必要がある。湖岸では特にそうであるが、漁村は砂浜の周辺に立地することもありうる。例えば、マラウイ湖周辺では、各漁村が各々の砂浜を持つ。もし地元漁村の外部から来た漁師が、漁村の砂浜で水揚げする場合、その漁師は村の長にいくらかの魚類を納める。村の漁船は通常、漁師の操業する海域に応じた特徴を有する。伝統的な漁船は長い時間をかけて、地域の情勢、例えば造船に用いることのできる素材の入手可能性、漁船が遭遇するであろう海況、地域の漁師の要求に合致した形に進化を遂げる。
漁村の中には、ベトナムのハロン湾に見られる海上に浮かぶ漁村、香港近郊の干潟上に建設された高床住居で構成された集落・大澳、マレーシア・インドネシア・フィリピンの海上で見られるケロンのように、陸上から海上へ移動するものがある。インドのロクタク湖上のプムディ、ペルー・ボリビアの国境に位置するチチカカ湖上で生活するウル族の集落のように浮島に漁村が形成されることもある。
魚類を捕獲するということを離れて、漁村は農村などの他の典型的な村落と同様、手工業・輸送・学校・診療所・住宅供給・水道事業などの事業が提供される。これに加えて、漁村に必須の産業として水産加工、魚市場、造船や船の修理業が成立する。19世紀まで、難破船から貴重品を回収するレッキングや密輸で生計を立てる漁村も存在した。

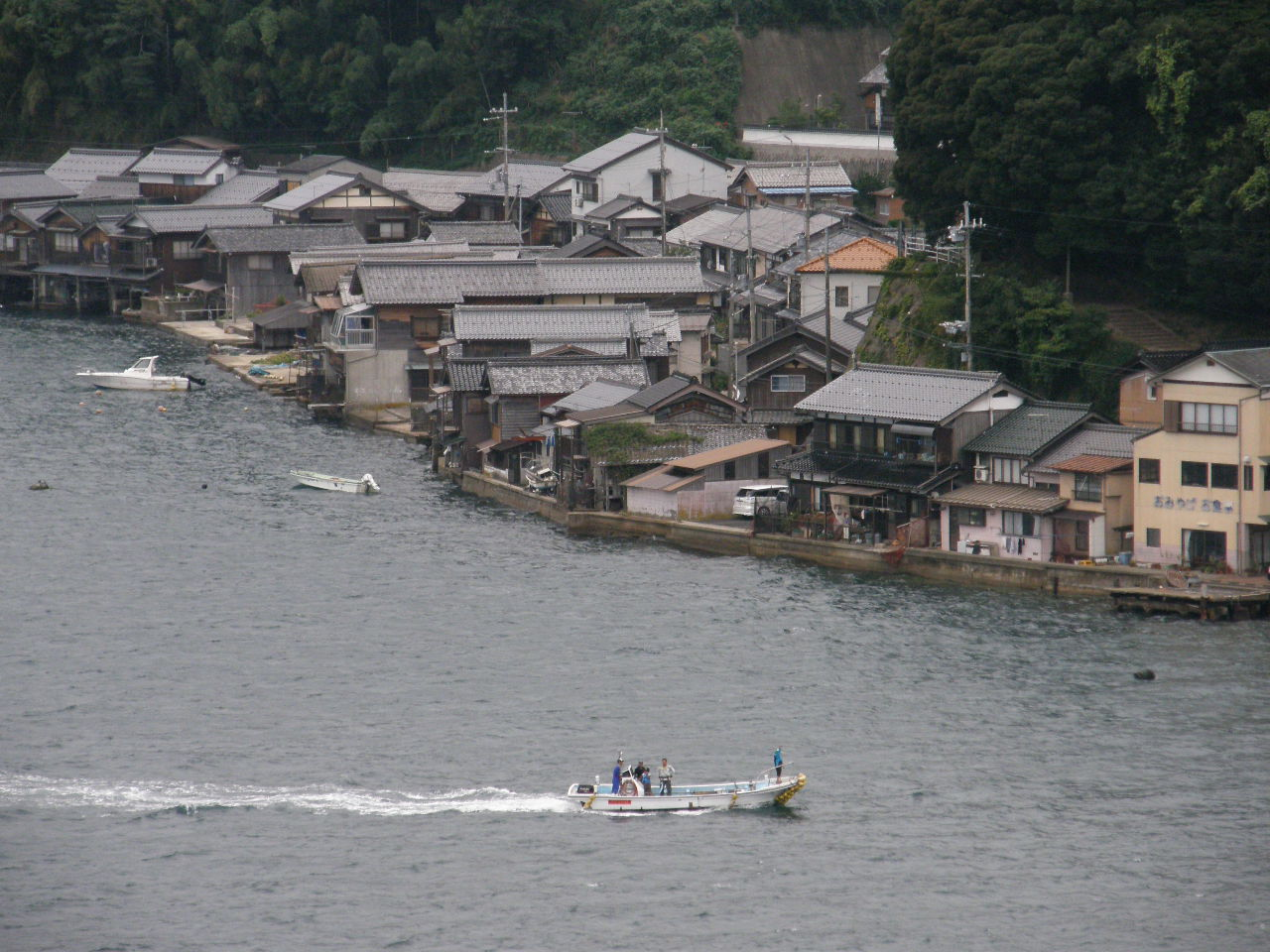
丹後半島伊根漁港では舟屋という珍しい形式が見られる。
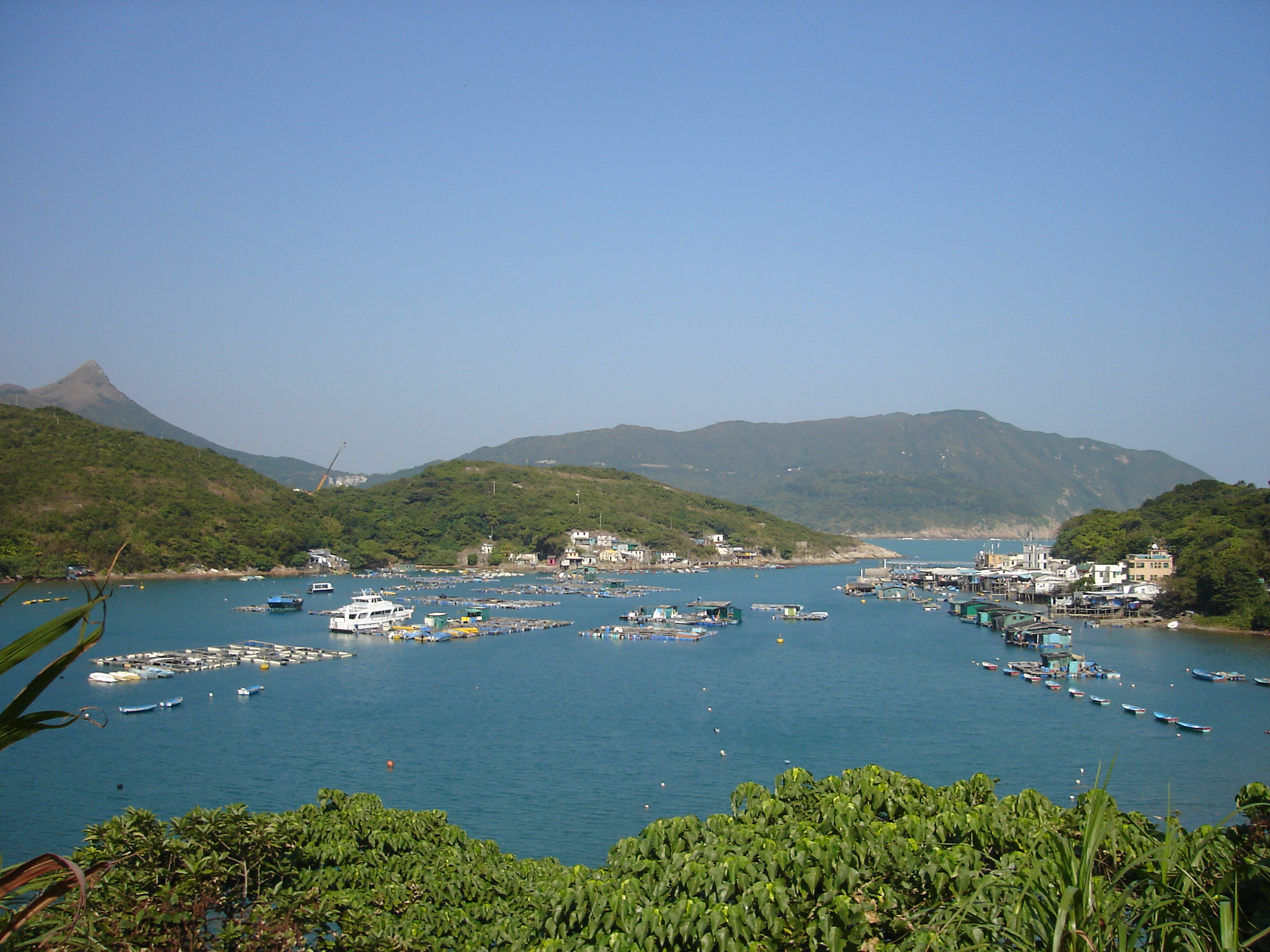
布袋澳（英語版）は香港近郊の清水湾半島（英語版）にある小規模ながら活発な漁村である。
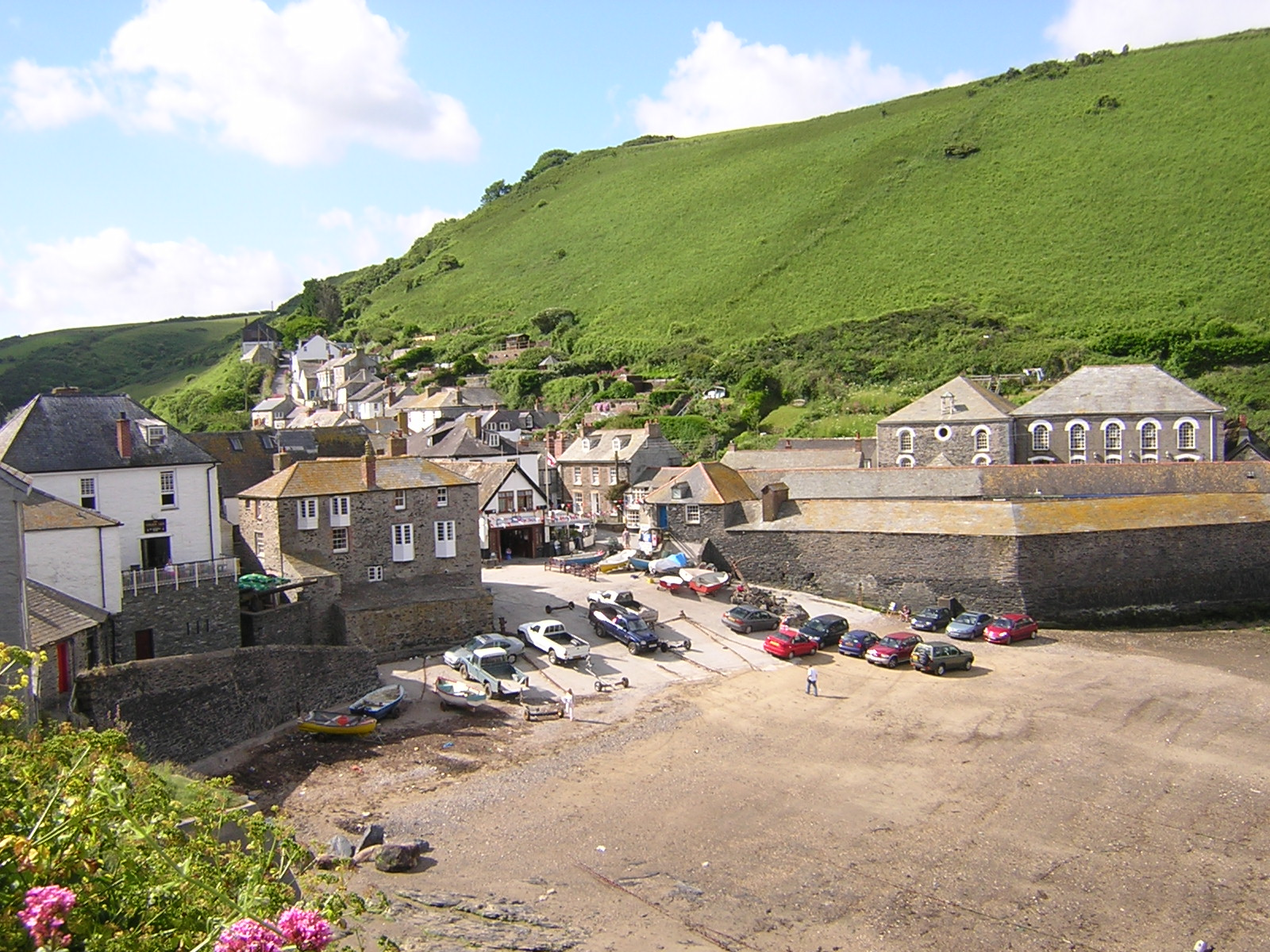
ポートアイザック（英語版）はイギリス・コーンウォールの北岸にある伝統的な漁村である。
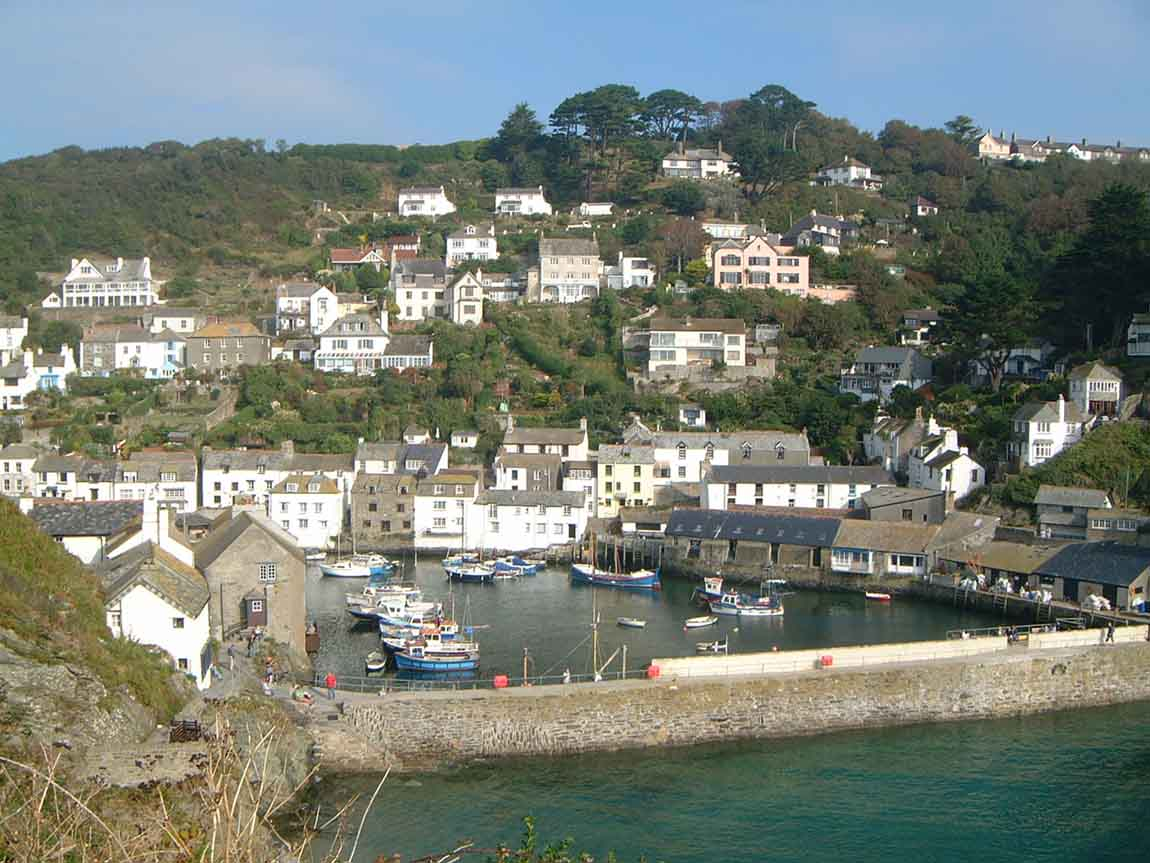
ポルペロ（英語版）はコーンウォールの南岸に位置し、12世紀以来、漁業と密輸で栄えた。
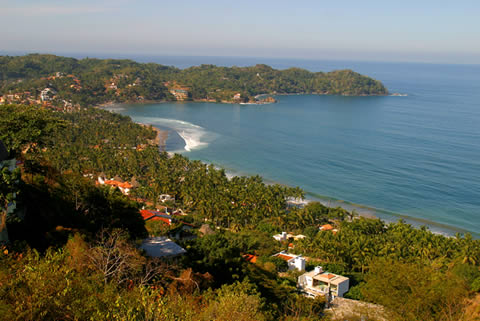
サジュリタ（英語版）はメキシコ西岸の漁村で、リゾートとしても機能する。

後発開発途上国では、伝統的な漁村の一部は、初期の漁法からわずかに変化しただけの漁法が維持されている場合がある。より発展した国では、伝統的な漁村は商業化した漁業や都市化の進展などの社会経済学的要因により変化している。時間の経過とともに、漁村の中にはアーティザン・フィッシング（伝統的な釣漁）を脱却したものもある。例えば上海市はかつて長江デルタの小規模な漁村にすぎなかった。21世紀には、観光やレジャー産業の対象として成長してきている。遊漁やレジャーボートは一大産業であり、漁村はこれらの産業を成り立たせる上で好立地である場合が多い。例えばフロリダ州沿岸のデスティンは伝統的な漁村から、遊漁用の大型のチャーターボートや観光客向けの海水浴場として発展した。観光客への訴求力が大変強いため、大韓民国政府は48の漁村を観光の目玉に位置付けた。2004年、中華人民共和国は8,048の漁村が国内にあると発表した。

## 初期の漁村

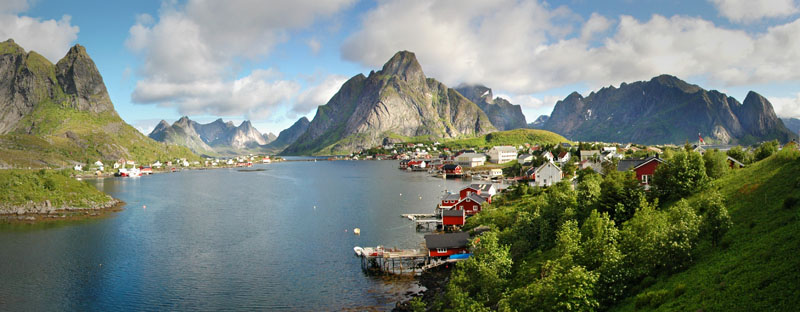
レーヌは1000年以上にわたってノルウェー・ロフォーテン諸島のタラ漁の中心地、地域の中心的な漁村として成立してきた。

スコットランド沖のオークニー諸島メインランド島西岸にあるスカラ・ブレイは、10棟の石造りの家から成る新石器時代の農漁村の遺跡である。紀元前31世紀から紀元前25世紀の集落と見られ、ヨーロッパでは最も完全な新石器時代の村落跡である。古代トルコのリュキアの沈没した村・カレキョイの歴史は紀元前400年にさかのぼる。。イングランド・デボン海岸北岸の小さな漁村・クロヴェリーは初期のサクソン人の集落であり、ドゥームズデイ・ブックに載っている。ハワイ州の漁村集落跡であるカウノル村遺跡はおおよそ1500年までさかのぼることができる。
初期の漁村遺跡発掘は急速に進んでいる。ベトナム・カインホア省で発掘された漁村遺跡は約3500年前にさかのぼる。新約聖書に登場する漁村のベツサイダは、ガリラヤ湖畔にあり、使徒ペトロ・フィリポ・アンデレの出生地とされるが、考古学的発掘により、紀元前10世紀に成立したと判明した。トンガの漁村の1つは2900年前に誕生したとされ、ポリネシアで知られている集落では最古のものである。ベルギーのウェスト＝フランデレン州沿岸では中世の漁村の跡が発掘されている。

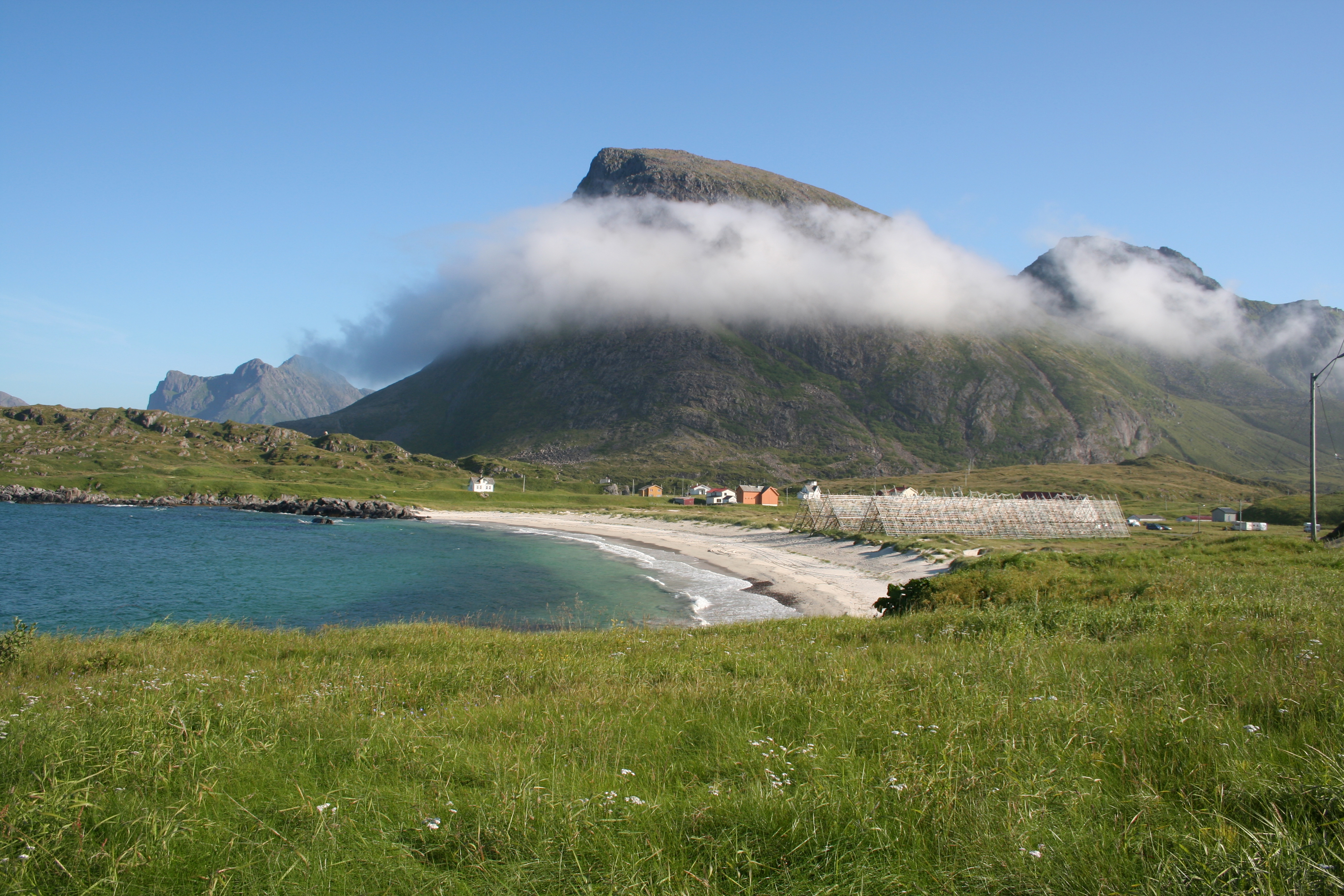
ノルウェーのホブトン（英語版）は1200年以上前からタラ漁を行う漁村である。
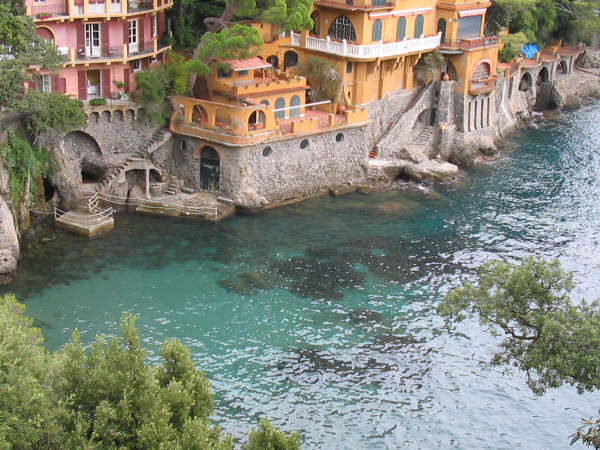
ローマ帝国時代から続くポルトフィーノはイタリア北西海岸の漁村である。
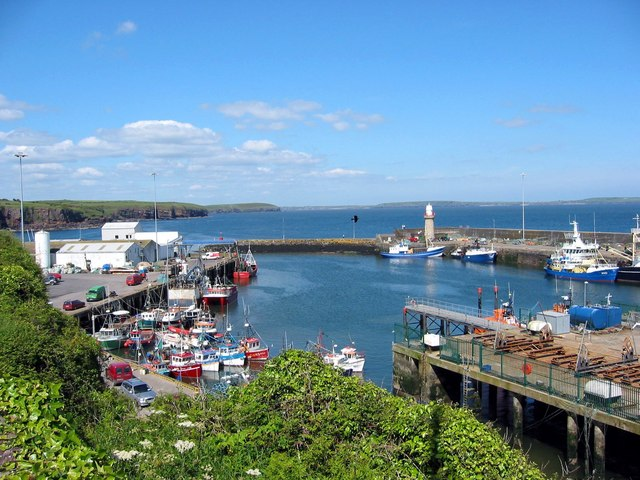
ダンモアイースト（英語版）はアイルランド南東部に位置し、数百年前から続く活気ある漁村である。
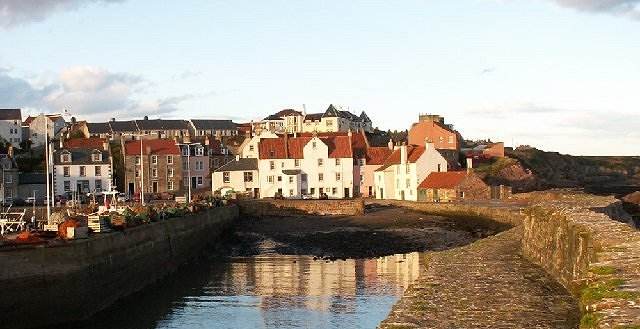
ピッテンウィーム（英語版）はスコットランド東岸の小さな歴史的漁村であり、ニシン漁基地として成立した。
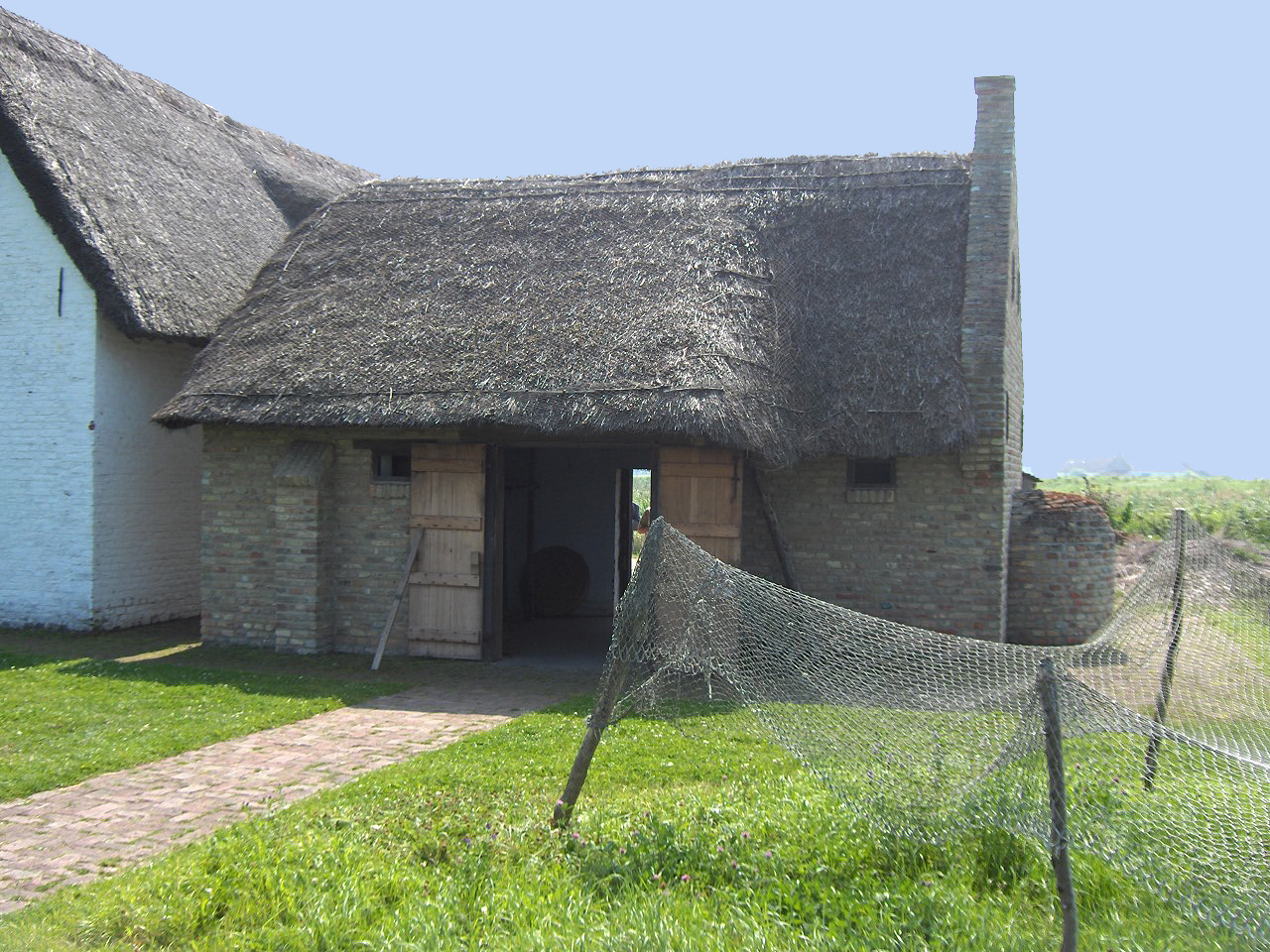
Walraversijdeはベルギーの漁村で、中世の燻製場が再建されている。